# Paratriaenops auritus
Paratriaenops auritus är en fladdermus i familjen rundbladnäsor som förekommer på Madagaskar. Den listades en tid som underart till Paratriaenops furculus men sedan 1995 godkänns den som art. Båda arter ingick fram till 2009 i släktet Triaenops.
Denna fladdermus förekommer i en mindre region på norra Madagaskar. Den vistas i låglänta områden mellan 50 och 160 meter över havet. Arten fördrar ursprungliga skogar som habitat.
Individerna vilar i smala grottor eller i tunnlar som ingår i en gruva. Där bildas kolonier med 1000 eller sällan 2000 medlemmar.
Arten hotas av skogsavverkningar samt av störningar i grottorna. Den listas av IUCN som sårbar (VU).